# Indochinese niltava
De Indochinese niltava (Cyornis sumatrensis) is een zangvogel uit de familie Muscicapidae (vliegenvangers). De vogel werd in 1879 door Richard Bowdler Sharpe als Siphia sumatrensis geldig beschreven.

## Kenmerken
De vogel is 14 tot 15 cm lang. Het is een typische blauwe variant van de reeks cyornis-soorten. Het mannetje lijkt sterk op Tickells niltava, van boven blauw, rondom het oog zeer donker en met iets lichter blauw op de voorkant van de kruin. Beide seksen hebben een oranje borst en een witte buik. Het vrouwtje is van boven grijsbruin, maar heeft net als het mannetje een staart die blauw gekleurd is. Bij Tickels niltava is ook het vrouwtje van boven blauw van kleur.

## Verspreiding en leefgebied
Deze soort telt drie ondersoorten:
- C. s. sumatrensis: zuidelijk Myanmar, schiereiland Malakka, noordoost Sumatra
- C. s. indochina: zuidoost-Myanmar tot in Indochina
- C. s. lamprus : Anambaseilanden  (tussen Malakka en Borneo)

De leefgebieden liggen in diverse typen tropisch bos, zowel moerasbos als aangeplant bos, grote tuinen en gebieden met struikgewas. Het is geen bedreigde soort maar populaties nemen af door ontbossing.